# Kedungombo
Kedungombo is een bestuurslaag in het regentschap Wonogiri van de provincie Midden-Java, Indonesië. Kedungombo telt 2173 inwoners (volkstelling 2010).